# Останній володар стихій
Останній володар стихій (англ. The Last Airbender) — американський пригодницький фільм-фентезі 2010 року, режисером якого є М. Найт Ш'ямалан. Базується на телевізійному анімаційному серіалі «Аватар: Останній захисник». У головних ролях знялися Ной Рінгер, Нікола Пельтц, Дев Патель, Джексон Ретбоун.
В США кінофільм було презентовано 1 липня 2010 року. В Україні прем'єра фільму відбулася 8 липня 2010 року.

## Сюжет
Події стрічки розгортаються в фентезійному світі, схожому на середньовічний Далекий Схід. У далекому минулому чотири народи: Повітряні кочівники, плем'я Води, царство Землі і народ Вогню, мирно співіснували один з одним. Серед кожного народу, деякі люди мали хист до контролю стихії свого народу. Гармонію між народами підтримував Аватар, який керував усіма чотирма елементами.
Але одного разу народ Вогню розв'язав війну, в той же час зникло чергове втілення Аватара. Через сотню років, коли народ Вогню був вже близький до перемоги над іншими народами світу, маг води Катара разом зі своїм братом, Соккою, знаходять на південному полюсі Аватара — мага повітря на ім'я Аанг.
Опинившись єдиним, хто здатний припинити війну, Аанг вирушає в подорож до Північного полюсу, щоб вчитися там магії води. Разом з ним вирушають Катара і Сокка. Вони звільняють численні села царства Землі, які були захоплені народом Вогню.
Під час подорожі, Аанг вирішує відвідати Північний Повітряний храм. Там його зраджує селянин, внаслідок цього Аанга було схоплено вояками народу Вогню на чолі з адміралом Чжао. Однак розбійник у масці, під назвою «Блакитний Дух» допомагає Аангу врятуватися. Джао розуміє, що Зуко (син володаря народу Вогню), був цим Блакитним Духом. Джао намагається вбити Зуко, підірвавши його корабель, але Зуко виживає і таємно пробирається на борт корабля адмірала.
Після прибуття Аанга та його супутників до Північного полюсу, в столицю північного племені Води, Водяний Майстер Пакку погоджується навчати Аанга та Катару. Внаслідок цього Аанг удосконалює навички магії води, отримані ним від Катари під час подорожі. У той же час флот народу Вогню під командуванням адмірала Джао атакує місто племені Води на Північному полюсі. Джао, намагаючись домогтися перемоги, вбиває духа Місяця, що призводить до втрати магами води їх енергії. Але дух Місяця, ціною свого життя, рятує принцеса північного племені Води Юї.
Зрештою Аанг примушує магів Вогню відступити від Північного полюса і визнає себе Аватаром, тим самим покладаючи на себе відповідальність за весь світ.
Володар Вогню дізнається про поразку свого війська і доручає своїй дочці Азулі не дати Аватару опанувати магію народів Землі та Вогню.

## У ролях
| Актор            | Роль                                    |
| ---------------- | --------------------------------------- |
| Ной Рінгер       | Аанг                                    |
| Джексон Ретбоун  | Сокка                                   |
| Нікола Пельц     | Катара                                  |
| Дев Пател        | принц Зуко                              |
| Аасіф Мандві     | командувач Джао                         |
| Шон Тоуб         | дядько Айро                             |
| Кліфф Кертіс     | повелитель вогню Озай                   |
| Сейшелл Гебріел  | принцеса Юї                             |
| М. Найт Ш'ямалан | повелитель вогню (в титрах не вказаний) |
| Саммер Бішіл     | принцеса Азула                          |
| Френсіс Гвінан   | майстер Пакку                           |
| Рендалл Дук Кім  | старець у храмі                         |
| Джон Ноубл       | дух дракона (голос)                     |